# Lilia Esther Chaves de Azcona
Lilia Esther Chaves de Azcona (La Plata, 1917 - ibidem, 26 de mayo de 1985) fue una profesora e investigadora argentina, del Museo de La Plata, dedicada a la antropología biológica. En 1941 obtuvo el título de profesora de Enseñanza Secundaria, Normal y Especial en Ciencias Biológicas en la Facultad de Humanidades y Ciencias de la Educación y de Licenciada en Ciencias Biológicas en la Escuela Superior de Ciencias Naturales e Instituto del Museo, ambos en la Universidad Nacional de La Plata.

## Carrera profesional
Los primeros egresados del Museo de La Plata que se dedicaron a la antropología biológica lo hicieron con el título de Biólogo. Chaves se desempeñó como docente con una gran influencia en la carrera de Antropología de la Universidad Nacional de La Plata. Allí transcurrió por todas las jerarquías de cargos docentes, desde ayudante alumna hasta profesora, en cátedras vinculadas a la antropología física o biológica. 
Inició su carrera profesional como discípula de Milcíades Vignati. Ingresó como ayudante de laboratorio en 1938 y permaneció hasta 1944. En la cátedra de Antropología Física fue ayudante alumna entre 1938 y 1947. Luego se desempeñó como jefa de Trabajos Prácticos desde 1948 hasta 1953. A partir de 1962 ocupó los cargos de profesora titular y adjunta en Antropología Somática y Paleoantropología, Antropología Biológica I y II y Raciología. Por último, se desempeñó como profesora titular en la Cátedra de Biología Pedagógica desde 1965 (en la Facultad de Humanidades y Ciencias de la Educación).
A su vez, cumplió tareas en las dependencias del Museo de Plata, siempre en relación con la División Antropología. Fue ayudante diplomada (1949-1957) y luego jefa de Laboratorio en la Sección de Antropología (desde 1958 hasta su retiro). A fines de 1955, tras el desplazamiento de Vignati del Museo, Cháves de Azcona permaneció como jefa de Sección en la División de Antropología, donde terminó estrechando vínculos con el jefe de la División, Eduardo Mario Cigliano.
Chaves de Azcona trascendió como formadora de numerosos discípulos, entre quienes se destacan Susana Ringuelet, Susana Salceda y Héctor M. Pucciarelli. Participó en trabajos de investigación sobre restos humanos de poblaciones del pasado para Eduardo Cigliano, Alberto Rex González, Marcelo Bórmida, Osvaldo Menghin y Augusto Cardich, entre otros. Sin embargo, su autoría está supeditada a los autores hombres mencionados.

## Principales contribuciones
Trabajó sobre las modificaciones culturales craneanas dibujando los perfiles de los cráneos estudiados utilizando instrumentos especializados para creneometría en esa época. Se colocaban los cráneos en el cubo craneóforo y mediante el diágrafo se dibujaba a tamaño natural en papel para luego calcular diversos índices que describían la forma del cráneo. Esos índices servían para comparar con otros cráneos de la misma población o de otras poblaciones. El trabajo de base que realizó Chávez era sumamente artesanal y meticuloso.
Además, trabajó con el equipo de Marcos Cusminsky en el estudio del crecimiento y desarrollo de niños entre 0 y 1 año de edad.